# Kršćanski socijalizam
Kršćanski socijalizam je naziv za društveno i političko učenje i pokrete koji zagovaraju strukturalnu primjenu kršćanskoga socijalnog načela, kombinirajući osnovne ciljeve socijalizma s vjerskim i moralnim kršćanskim naukom. 
Nastao je kao ideja i pokret u Velikoj Britaniji krajem prve polovice 19. st., a njegovi su predstavnici John Malcolm Forbes Ludlow, Charles Kingsley, Thomas Hughes, John Frederick Denison Maurice i Frederick James Furnivall. U SAD-u su to bili Adin Ballou i Francis Bellamy, u Francuskoj Philippe-Joseph-Benjamin Buchez,  a u Njemačkoj Adolf Stoecker, osnivatelj (1878.) Kršćanskosocijalne radničke stranke, poslije Kršćanske socijalne stranke, zabranjene 1893.
U 20. st. u Latinskoj Americi uključuje tzv. teologiju oslobođenja.
U katoličanstvu, enciklika pape Lea XIII. Rerum novarum (1891.) bila je početak crkvenog učenja o socijalnim pitanjima, koje se je razvijalo tijekom 20. st. Ipak, enciklika odbacuje socijalizam, protiveći se "zajedništvu dobara", jer je protivno prirodnom ljudskom pravu na posjedovanje te bi uvelo zbrku i nered u društvu. Temeljno načelo uvijek mora biti "nepovrjedivost privatnog vlasništva". Promiče se svojevrstan korporatizam, utemeljen na socijalnoj solidarnosti među klasama, s poštovanjem potreba i prava svih. Socijalizam je Leo XIII. snažno kritizirao još i ranije, u enciklici Quod Apostolici Muneris (1878.). U enciklici Pija XI. Quadragesimo Anno (1931.) pak socijalisti su optuženi za namjeru uništenja građanskog društva te je kršćanski socijalizam zbog toga proglašen oksimoronom. U toj enciklici osuđen je i komunizam i socijalizam i jasno je rečeno da "nitko ne može biti dobar katolik i istinski socijalist u isto vrijeme".

## Kršćanske socijalističke stranke
- Socijalni kršćani (Italija)
- Kršćanska socijalna stranka (Italija)
- Liga kršćanskih socijalista (Nizozemska)
- Kršćanska socijalna stranka (Nizozemska)
- Kršćanska socijalna stranka (Švicarska)
- Kršćanska stranka ljevice (Čile)
- Kršćanska socijalna demokratska stranka (Brazil)
- Socijalna kršćanska stranka (Brazil)
- Copei – Socijalna kršćanska stranka Venezuele

### Nesocijalističke, konzervativne i demokršćanske stranke
- Talijanska kršćansko-socijalna stranka
- Kršćanska socijalna stranka (Austrija)
- Kršćanska socijalna stranka (Belgija)
- Kršćanska socijalna unija (Hrvatska)
- Kršćanska socijalna stranka (Njemačka)
- Kršćansko-socijalna unija Bavarske
- Hrvatska kršćansko-socijalna stranka prava

## Također pogledajte
- Kršćanska demokracija
- Politički katolicizam
- Socijalni nauk Katoličke crkve
- Treći put
- Socijaldemokracija
- Politička ljevica